# Alessandro Paoli
Alessandro Paoli (Trento, 19 marzo 1984) è un pallavolista italiano.
Gioca nel ruolo di centrale nel Massa.

## Carriera
La carriera di Alessandro Paoli inizia nel 2000 nell'Argentario Volley di Trento, con cui partecipa al campionato di Serie B2; nell'annata successiva passa alla Trentino Volley, aggregato alla squadra che milita in Serie B2: nella stessa categoria gioca anche per la stagione 2003-04 nell'Südtirol Volley di Bolzano e in quella 2004-05 nell'Anaune Pallavolo Cles.
Nell'annata 2005-06 torna nuovamente nella Trentino Volley, disputando questa volta il campionato di Serie B1; nella stagione 2006-07 viene ingaggiato dalla Zinella Volley Bologna, con la quale resta per tre annate, facendo anche il suo esordio in Serie A2 nella stagione 2008-09, dopo aver ottenuto la promozione dalla Serie B1.
Nella stagione 2009-10 veste la maglia della Pallavolo Loreto, in Serie A1: al club marchigiano rimane legato per tre stagioni, nonostante la retrocessione in Serie A2. Per il campionato 2012-13 è al neopromosso Volley Brolo, mentre nella stagione successiva passa alla Pallavolo Padova con cui si aggiudica la Coppa Italia di Serie A2, ed in quella 2014-15 alla Callipo Sport di Vibo Valentia, sempre in serie cadetta, dove vince nuovamente la Coppa Italia di categoria.
Per il campionato 2015-16 si accasa all'AVS di Bolzano, in Serie B1: con la stessa squadra partecipa alla Serie A2 nella stagione 2017-18. È in serie cadetta anche per la stagione 2018-19 con il Massa.

## Palmarès

### Club
- Coppa Italia di Serie A2: 2

2013-14, 2014-15